# Illnau-Effretikon
Illnau-Effretikon (bis 1974 offiziell Illnau genannt, zürichdeutsch Illau) ist eine Stadt und politische Gemeinde im Bezirk Pfäffikon des Kantons Zürich in der Schweiz.

## Geographie
Die Siedlungen in der Gemeinde Illnau-Effretikon sind zunächst Illnau und Effretikon selbst, daneben Ottikon, Bisikon und die Weiler Agasul, Bietenholz, First, Horben, Kemleten, Luckhausen, Mesikon und Oberkempttal. Mit der Gemeindefusion von 2016 kam das Dorf Kyburg mit den Weilern Billikon, Brünggen, Ettenhusen, Mülau, Neu-Brünggen und Seemerrüti dazu. Seither ist Illnau-Effretikon mit 32,91 km² flächenmässig die viertgrösste Gemeinde im Kanton Zürich nach Zürich, Winterthur und Wädenswil.
Das Gemeindegebiet grenzt im Westen an Lindau, im Osten an Weisslingen und Russikon sowie im Südosten an Fehraltorf. Im Süden liegt Volketswil (Bezirk Uster), im Norden Winterthur und Zell (Bezirk Winterthur).
Illnau selbst liegt auf einem Hügel am Mittellauf der Kempt, entlang des Kempttals führt die Hauptstrasse 345 (Eschenbach SG–Wetzikon–Grafstal ZH) und die Bahnstrecke Effretikon–Hinwil. Bisikon, Rikon und Effretikon liegen links der Kempt in einer Hügellandschaft, die das Kempttal vom Glatttal trennt. Hier stand auch die Moosburg. Rechts der Kempt liegen Mesikon, Horben, Agasul, Luckhausen und Ottikon, dahinter in zunehmend hügliger und bewaldeter Molasselandschaft Billikon, First und Ettenhusen und schliesslich auf einem Vorsprung oberhalb der Töss Dorf und Schloss Kyburg. Eine Walderhöhung zwischen Brünggen und Kyburg, der Brünggberg, ist mit 689 m ü. M. der höchste Punkt der Gemeinde. Rechte Zuflüsse der Kempt auf dem Gemeindegebiet sind Brandbach, Hüenerbach, Eichbach, Chrattenbach und Giessen. Links der Kempt liegt eine Riet- und Weiherlandschaft, die nicht oder nur unwesentlich in die Kempt abfliesst. Von Billikon und Kyburg fliessen der Brandrütibach und der Brüelbach direkt in die Töss.

## Namen
Die Ortsnamen der Gemeinde deuten mehrheitlich auf die alemannische Besiedlung im 8. Jahrhundert. Illnau, belegt um 745 als Illinauuiae, geht auf einen alemannischen Personennamen Illo zurück (eine Parallele liegt vor im Namen von Illgau SZ), Effretikon, ebenfalls um 745 als Erbphratinchoua, auf den Personennamen Erpfrat, Mesikon (um 745 als Makisinchoua) auf einen Personennamen Magiso. Der Name Agasul, um 764 belegt als Aghinsulaca, wurde gedeutet als «Schweinepferch des Ago», zu ahd. sūlag «Schweinepferch». Der Name Bisikon, belegt 848 als Puasunhovun, bezog sich möglicherweise auf eine versiegte Quelle (ahd. bīsīhan «versiegen, vertrocknen»). Billikon (848 als Bihclinchouun) ist von einem Personennamen Pichilo, Bietenholz (1217 als Bietinsholz) vermutlich von einem Personennamen Pietto o. ä., Luckhausen (1239 Luginhusin) wohl von einem Personennamen Lugo oder Lougo, Ottikon (Beleg um 1274) vom Personennamen Otto. First (11. Jh.) von first «Bergrücken, Hügelkamm». Horben (um 1100 als Horwan) ist ein häufiger Flurname von ahd. horo «feuchte, schlammige Erde». Kemleten (1230 Keminatun) von mhd. kemenâte «beheizbares Gebäude». Der Siedlungsname Oberkempttal, wie auch Kemptthal, ist jung (19. Jh.), vom Gewässernamen Kempt (der allerdings seinerseits vorrömischen Ursprung ist, von einem gallischen Kambā «die Krumme»).
Der Name Illnau wird auf Mundart Illau gesprochen, im Schriftbild gelegentlich erkenntlich in Begriffen wie «Illauer Schmitte» und «Illauer Chilbi». Eine lautliche Parallele findet sich in der Aussprache des Namens Dürnten als Dürte.
Für Effretikon ist die Abkürzung Effi gebräuchlich (Bsp. Effi-Märt, Effi-Fest).
Die Siedlung Kyburg, erst seit 2016 bei Illnau-Effretikon, entstand nach 1450 und übernahm den Namen der Burg. Die Kyburg selbst bestand seit dem 11. Jh., zuerst belegt als Chuigeburch, sehr wahrscheinlich ursprünglich «Fluchtburg für Kühe bzw. Vieh», seit dem 12. Jahrhundert war Kyburg als Adelsgeschlecht und als Name der Grafschaft Kyburg von grosser regionaler Bedeutung.

## Geschichte

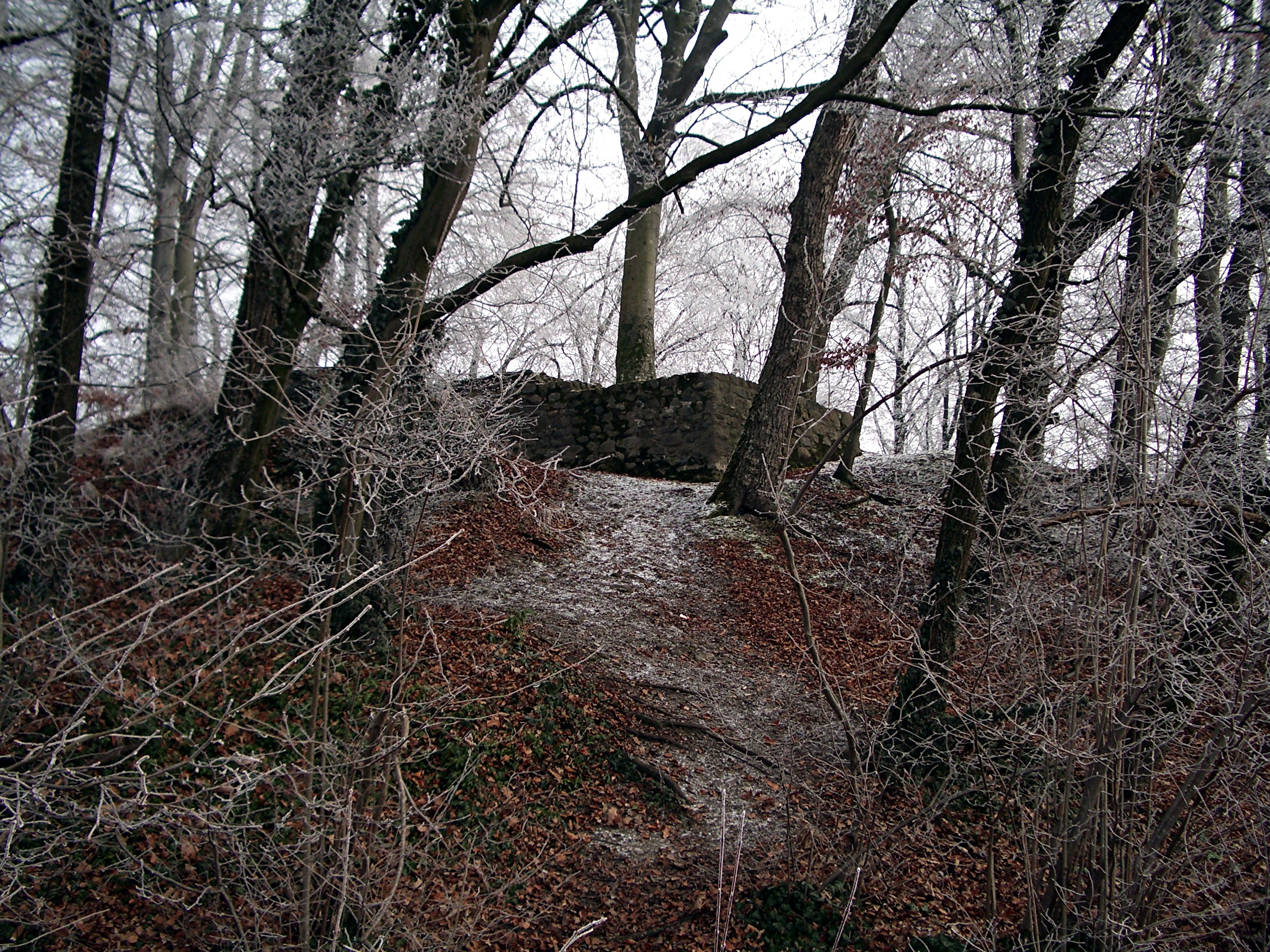
Ruine Moosburg

Effretikon, historisches Luftbild von 18. Mai 1932, aufgenommen von Walter Mittelholzer

Illnau, historisches Luftbild von 1920, aufgenommen aus 200 Metern Höhe von Walter Mittelholzer

### Frühzeit und Mittelalter
Funde aus der Steinzeit sowie Grabbeilagen aus der Bronze- und Eisenzeit bei Bisikon und Luckhausen zeugen von einer frühen Besiedelung. Umfangreiche Funde aus dem Frühmittelalter bestätigen die schriftlichen Zeugnisse zu einer Besiedelung durch Alemannen im 7. bis frühen 8. Jahrhundert. Als Erstbeleg gilt eine Schenkung an das Kloster St. Gallen von der Sippe einer Beata Landolt (um 745). Funde einer alemannischen Grabhügelnekropole im Studenbrunnenholz unterhalb von Ottikon (Ausgrabung 1928/29) wurden als Grabstätte der Grosseltern von Beata Landolt gedeutet.
Im ehemaligen Weiler Moosburg, im Süden von Effretikon, befindet sich die Ruine der von Graf Hartmann IV. von Kyburg 1254 erbauten Moosburg. Von 1264 bis 1424 kam die Grafschaft Kyburg an die Habsburger, danach an die Stadt Zürich. Die Moosburg war von 1426 bis 1432 Sitz des ersten Zürcher Vogts der Landvogtei Kyburg. Sie wurde während des Alten Zürichkrieges im Mai 1444 von den Innerschweizer Truppen zerstört.
Die Kirche von Illnau wird in der zweiten Hälfte des 8. Jahrhunderts erstmals genannt und wird im späteren Mittelalter als Martinskirche zum Zentrum einer weitläufigen Pfarrei mit Kapellen in Kyburg, Ottikon, Rikon, Tagelswangen, Rossberg und Unter-Illnau. Das Kirchenpatronat kam 1125 an das Schaffhauser Kloster Allerheiligen. Illnau schloss sich 1525 der Reformation an, die Pfarreien Kyburg und Rossberg wurden zu dieser Zeit unabhängig, 1711 dann auch Winterberg, Kleinikon, Grafstal und Tagelswangen. Nach Aufhebung des Klosters Allerheiligen in der Reformation (1529) kam die Kollatur zunächst an die Stadt Schaffhausen und erst 1834 an Zürich.

### Moderne Geschichte
Effretikon wurde bereits in der Helvetik (1798) der neu gebildeten politischen Gemeinde Illnau zugeteilt. Noch 1796 war Effretikon ein Weiler mit elf Haushaltungen. 1811 wurden die Weiler Effretikon, Moosburg und Bietenholz zur Zivilgemeinde «Untere Höfe» zusammengefasst, nach 1835 bildete Effretikon eine eigene Zivilgemeinde. Mit dem Bau des Bahnhofs im Jahr 1855 begann der Aufschwung Effretikons, nach 1918 hatte Effretikon bereits mehr Einwohner als Rikon. Die zunehmend zentrale Stellung Effretikons führte 1974 zur Namensänderung in Stadt Illnau-Effretikon. Die Reformierte Kirche Effretikon ist ein «brutalistischer» Bau aus den 1950er Jahren, die katholische Kirche wurde 1983 eingeweiht. In der zweiten Hälfte des 20. Jahrhunderts wurde der Bahnhof Effretikon durch den Architekten Max Vogt neu gebaut.

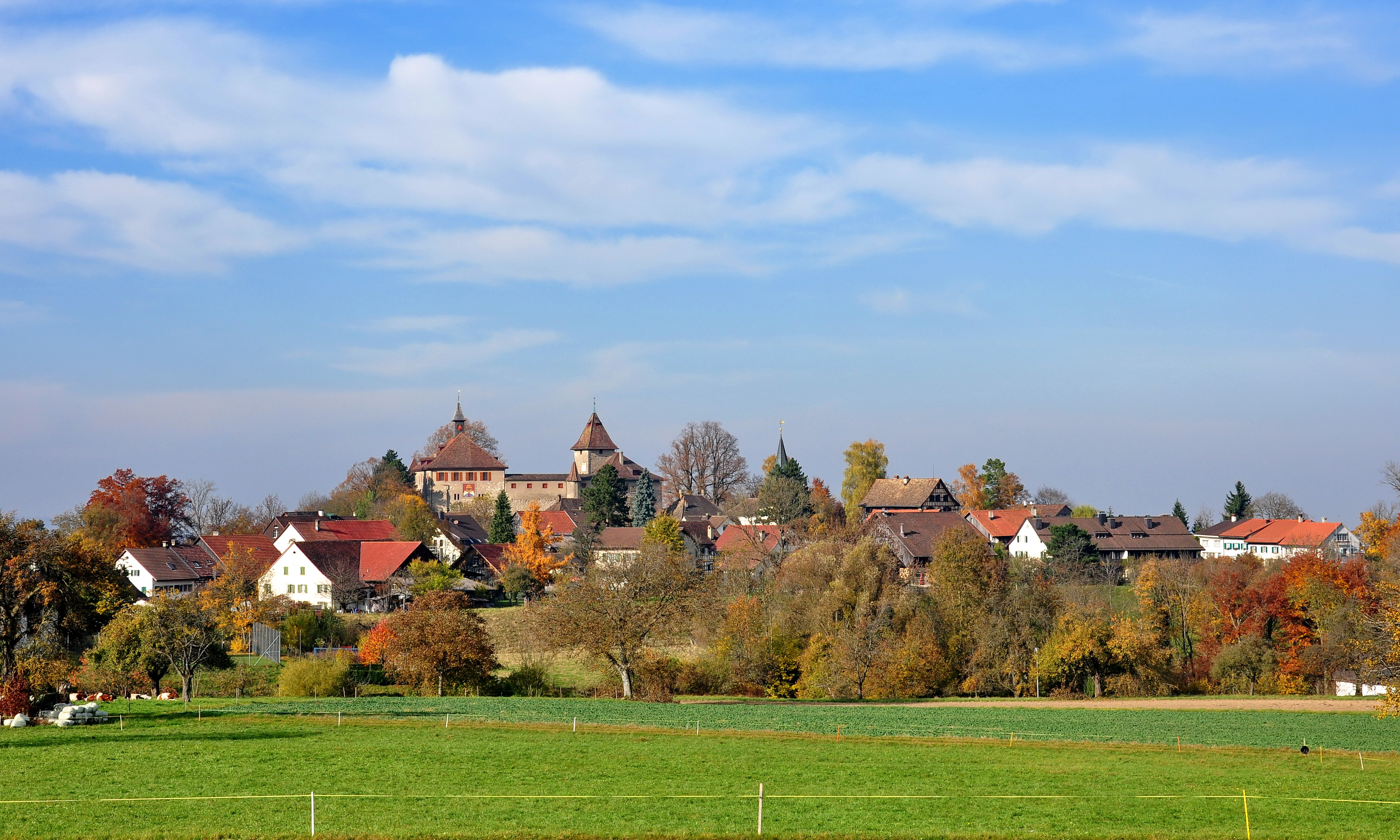
Kyburg

Am 24. November 2013 sprachen sich 74,88 Prozent der Stimmberechtigten von Kyburg für die Aufnahme von Fusionsverhandlungen mit Illnau-Effretikon aus. Der Regierungsrat des Kantons Zürich begrüsste die Pläne zur Gemeindefusion und stellte eine Subvention von 1,9 Millionen Franken in Aussicht (vor allem, um einen Teil der Schulden von Kyburg zu tilgen). In der Volksabstimmung vom 14. Juni 2015 wurde die Fusion sowohl in Kyburg (81 Prozent Ja-Stimmen) als auch in Illnau-Effretikon (89 Prozent Ja-Stimmen) klar angenommen. Der Zusammenschluss wurde per 1. Januar 2016 offiziell vollzogen.

## Wappen
Das Wappen mit der Blasonierung
In Silber ein blauer Schrägbalken, belegt mit drei schräglinks gestellten silbernen Rochen
ist historisch das Wappen der Herren von Illnau, überliefert bei Gerold Edlibach (1493). Im Laufe der Zeit wurden die Rochen als Lilien missverstanden, auf Vorschlag der Zürcher Wappenkommission wurde die alte Form des Wappens 1926 als offizielles Gemeindewappen bestätigt. Seit der Umbenennung der Gemeinde in Illnau-Effretikon 1974 führt die Gemeinde auch ein Wappen für Effretikon:
In Silber eine aufrechte blaue Pflugschar
Dieses Wappen ist (mit schwarzer Pflugschar) im 19. Jahrhundert belegt. Die Lokomotive Re 6/6 Nr. 11616 (Baujahr 1975) wurde auf den Namen Illnau-Effretikon getauft und zeigt auf der einen Seite das Wappen von Illnau, auf der anderen dasjenige von Effretikon.

### Dorfwappen

Agasul
Bietenholz
Bisikon
Effretikon
First
Horben
Illnau
Kemleten
Mesikon
Moosburg
Ottikon
Rikon

## Bevölkerung
1968 überstieg die Bevölkerungszahl 10'000 Einwohner, womit Illnau-Effretikon zur Stadt wurde.
| Jahr      | 1634 | 1799  | 1850  | 1900  | 1950  | 1968   | 2000   | 2005   | 2010   | 2015   | 2020   | 2023   |
| --------- | ---- | ----- | ----- | ----- | ----- | ------ | ------ | ------ | ------ | ------ | ------ | ------ |
| Einwohner | 878  | 2'525 | 2'845 | 2'767 | 4'357 | 11'146 | 14'824 | 15'386 | 16'016 | 16'709 | 17'345 | 17'883 |

- Bevölkerungsdichte: 533,7 Einwohner pro Quadratkilometer
- Ausländeranteil: 28,98 % (Stand 2023)[17]
- Konfessionszugehörigkeit: 26,4 % evangelisch-reformiert, 20,0 % römisch-katholisch, 53,6 % keine oder andere konfessionelle Zugehörigkeit (Stand: 2023)[18]

| Nationalität   | 2023   |
| -------------- | ------ |
| Schweiz        | 71,0 % |
| Italien        | 4,7 %  |
| Deutschland    | 4,0 %  |
| Nordmazedonien | 2,8 %  |
| Kosovo         | 2,1 %  |
| Portugal       | 1,4 %  |
| Türkei         | 1,0 %  |
| Serbien        | 0,9 %  |
| Österreich     | 0,6 %  |

## Politik

### Stadtparlament
Die Legislative ist seit 1974 das Stadtparlament mit 36 Sitzen. Bis Inkrafttreten der totalrevidierten Gemeindeordnung per 1. Januar 2022 nannte sich das Legislativorgan der Grosse Gemeinderat.
- Grüne: 3
- SP: 7
- GLP: 4
- EVP: 2
- Mitte: 4
- FDP: 7
- SVP: 9

Die Sitze im Stadtparlament sind wie folgt auf die Parteien verteilt:
| Partei    | 1998 | 2002 | 2006 | 2010 | 2014 | 2018 | 2022 |
| --------- | ---- | ---- | ---- | ---- | ---- | ---- | ---- |
| SVP       | 11   | 11   | 11   | 12   | 11   | 10   | 9    |
| SP        | 10   | 9    | 7    | 6    | 7    | 8    | 7    |
| FDP       | 5    | 6    | 5    | 3    | 5    | 6    | 7    |
| glp       | –    | –    | –    | 2    | 2    | 3    | 4    |
| Die Mitte | –    | –    | –    | –    | –    | –    | 4    |
| Grüne     | 3    | 4    | 4    | 3    | 2    | 3    | 3    |
| EVP       | 2    | 2    | 3    | 2    | 2    | 2    | 2    |
| CVP       | 2    | 2    | 3    | 2    | 2    | 2    | –    |
| JFS       | 2    | 1    | 3    | 3    | 3    | 1    | –    |
| BDP       | –    | –    | –    | 2    | 2    | 1    | –    |
| Juso      | –    | –    | –    | 1    | –    | –    | –    |
| EDU       | 1    | 1    | –    | –    | –    | –    | –    |

### Stadtrat
Seit Einführung der städtischen Organisationsstruktur mit Parlament im Jahr 1974 übt der Stadtrat die städtische Exekutive aus. Es zählt heute sieben Mitglieder (bis 2018 waren es neun Mitglieder):
- Marco Nuzzi, Stadtpräsident (FDP)
- Philipp Wespi, 1. Vizepräsident, Stadtrat Ressort Finanzen (FDP)
- Samuel Wüst, 2. Vizepräsident, Stadtrat Ressort Bildung / Schulpräsident (SP)
- Erik Schmausser, Stadtrat Ressort Tiefbau (glp)
- Rosmarie Quadranti, Stadträtin Ressort Hochbau (Die Mitte)
- Michael Käppeli, Stadtrat Ressort Sicherheit (FDP)
- Brigitte Röösli, Stadträtin Ressort Gesellschaft (SP)

Das Stadtpräsidium übten bisher aus:
- Rodolfo Keller, 1974 bis 1998 (SP)
- Martin Graf, 1998 bis 2011 (Grüne)
- Ueli Müller, 2011 bis 2022 (SP)

### Kantonsratswahlen 2023
Bei den Kantonsratswahlen 2023 betrugen die Wähleranteile in Illnau-Effretikon: SVP 27,71 % (+1,31), SP 18,22 % (−0,80), FDP 14,94 % (−1,54), glp 11,95 % (+0,31), Die Mitte 9,07 % (+2,07), Grüne 8,26 % (−1,16), EVP 4,38 % (−0,54), EDU 2,91 % (−1,20), AuFL 1,74 % (+1,74), AL 0,82 % (−0,19).
Folgende Personen mit Wohnsitz in Illnau-Effretikon sind heute im Kantonsrat vertreten: René Truninger (SVP), Brigitte Röösli (SP), Andreas Juchli (glp).

### Nationalratswahlen 2023
Bei den Nationalratswahlen 2023 betrugen die Wähleranteile in Illnau-Effretikon: SVP 32,19 % (−0,21), SP 19,23 % (+3,04), FDP 11,41 % (−0,98), glp 10,65 % (−1,62), Die Mitte 9,67 % (+2,44), Grüne 7,46 % (−3,30), EVP 3,47 % (−0,15), EDU 2,38 (−0,56).

## Wirtschaft
2000 wurde die Landi Zola AG gegründet, welche im Zürcher Oberland rund 170 Personen beschäftigt. 2002 übernahm sie die Landi Egg AG, in Egg.

## Verkehr

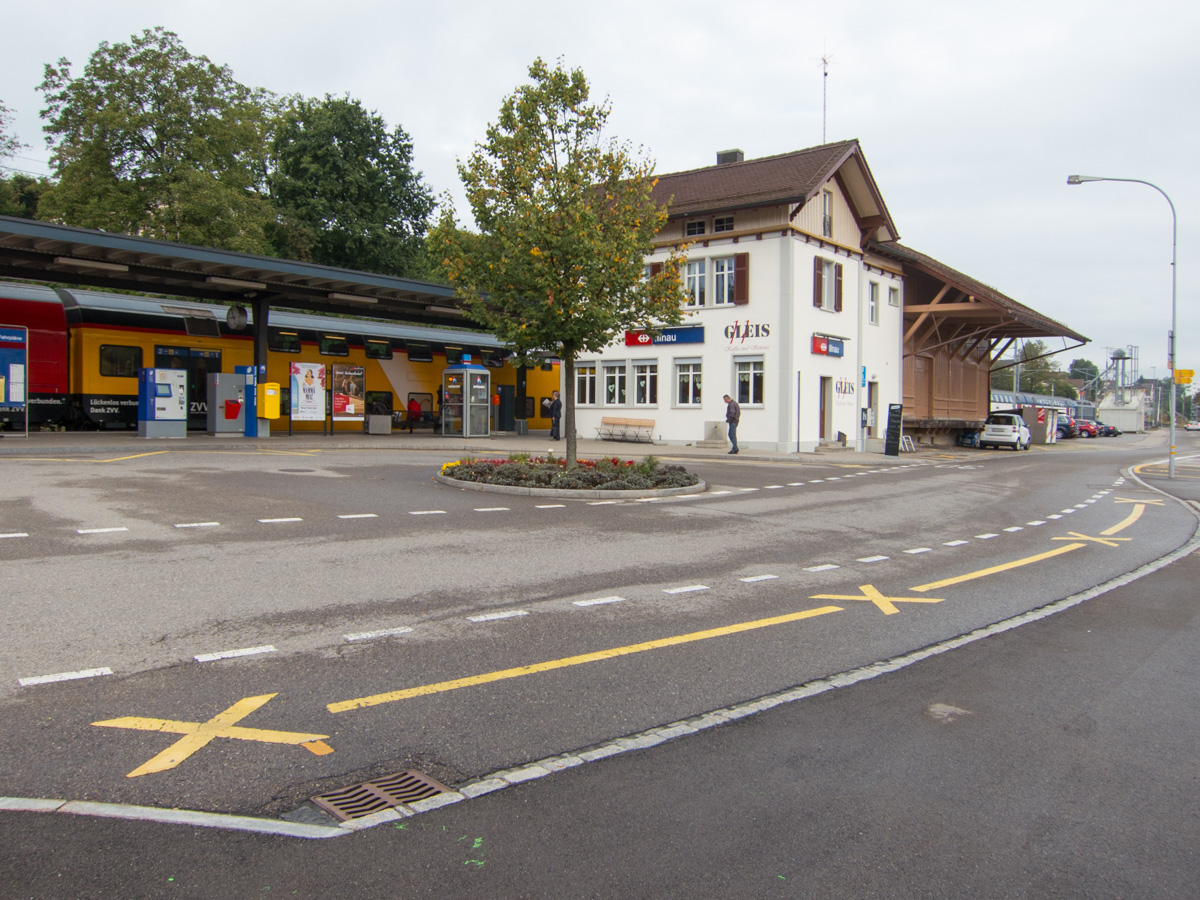
Bahnhof Illnau

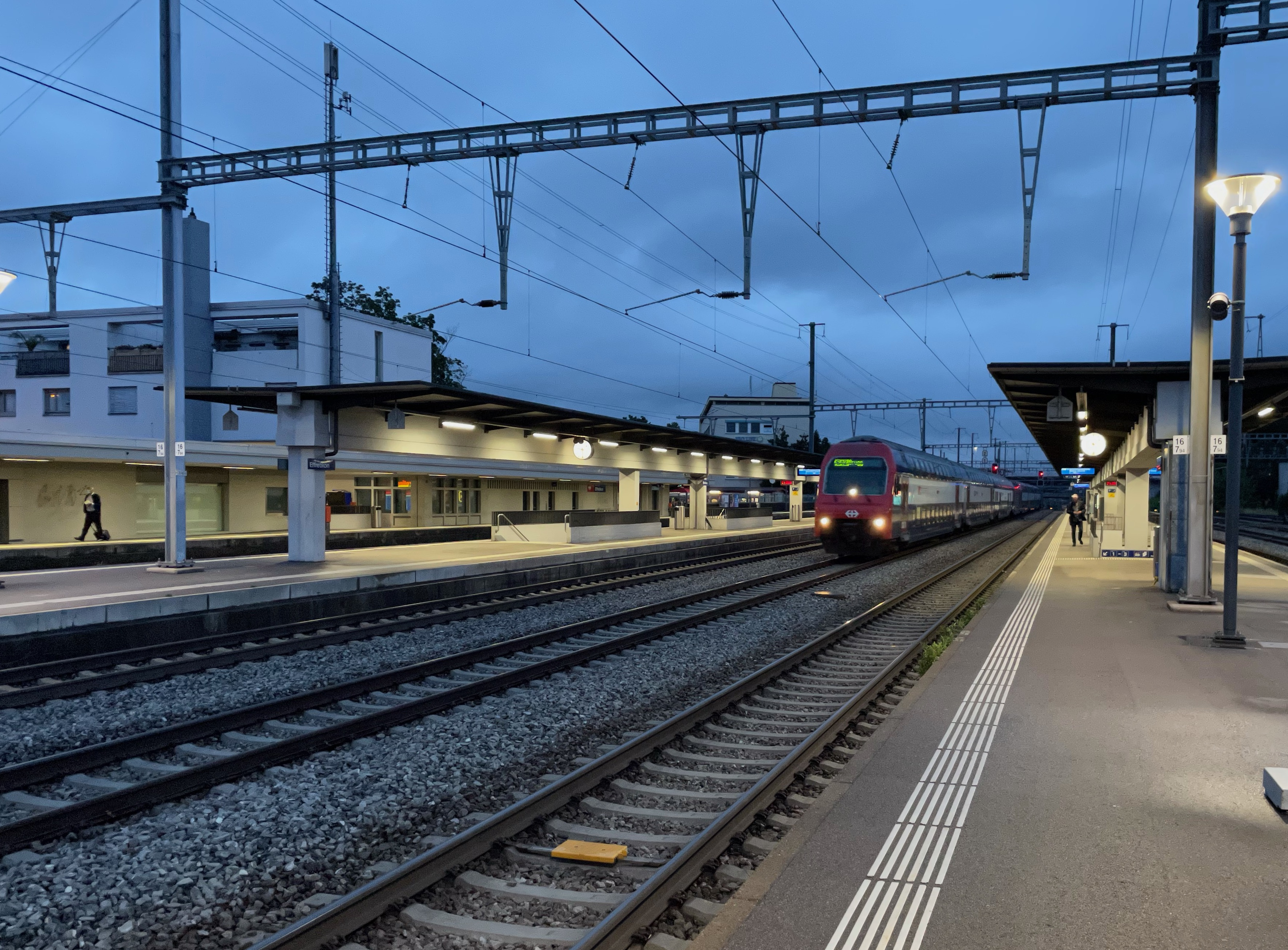
Bahnhof Effretikon

Die Gemeinde wird von der am 27. Dezember 1855 eröffneten Bahnstrecke Zürich–Winterthur mit dem Bahnhof Effretikon sowie von der am 3. Mai 1876 eröffneten Bahnstrecke Effretikon–Hinwil mit den Bahnhöfen Effretikon und Illnau mit der Eisenbahn erschlossen.
Beide Linien sind 1902 verstaatlicht worden und werden durch die Schweizerischen Bundesbahnen (SBB) betrieben.
Der Bahnhof Effretikon wird von der S-Bahn Zürich mit folgenden Linien bedient:
- S 3 (Bülach –) Hardbrücke – Zürich HB – Effretikon – Wetzikon
- S 7 Winterthur – Kloten – Zürich HB – Meilen – Rapperswil
- S 8 Winterthur – Wallisellen – Zürich HB – Thalwil – Pfäffikon SZ
- S 19 (Koblenz – Baden –) Dietikon – Zürich HB – Wallisellen – Effretikon (– Pfäffikon ZH)
- S 24 Thayngen – Schaffhausen/Weinfelden – Winterthur – Zürich Flughafen – Zürich HB – Thalwil – Horgen Oberdorf – Zug

Zudem verkehren im Nachtnetz am Wochenende folgende Linien:
- SN1 Aarau – Wildegg – Brugg – Dietikon – Zürich HB – Stettbach – Winterthur
- SN6 Würenlos – Regensdorf-Watt – Zürich HB – Stettbach – Winterthur
- SN8 Pfäffikon ZH – Wallisellen – Zürich HB – Thalwil – Lachen
- SN11 Olten – Aarau – Mellingen Heitersberg – Dietikon – Zürich HB – Stettbach – Winterthur

Ab Effretikon, Bahnhof verkehren mehrere Buslinien der Verkehrsbetriebe Glattal (VBG):
- 650 Effretikon – Tagelswangen – Lindau – Winterberg ZH
- 652 Effretikon, Bahnhof – Effretikon, Wattspitz – Illnau, Kirche – Illnau, Bahnhof
- 655 Effretikon – Grafstal – Ottikon b. Kemptthal – Kyburg
- 656 Effretikon – Eschikon – Kleinikon – Breite b. Nürensdorf (nur in Hauptverkehrszeiten)
- 657 Effretikon – Grafstal – Winterberg ZH
- 658 Effretikon – Tagelswangen – Lindau – Nürensdorf – Birchwil – Breite b. Nürensdorf
- 659 Effretikon – Tagelswangen – Lindau – Breite b. Nürensdorf (nur in Hauptverkehrszeiten)
- 662 Effretikon – Eschikon – Kleinikon – Brütten
- 720 Effretikon – Bisikon – Kindhausen ZH – Volketswil – Schwerzenbach
- N62 Effretikon – Illnau – Theilingen – Weisslingen – Agasul
- N70 Effretikon – Tagelswangen – Lindau – Nürensdorf – Winterberg ZH

Der Bahnhof Illnau ist durch folgende Linien an die S-Bahn angebunden:
- S 3 (Bülach –) Hardbrücke – Zürich HB – Effretikon – Wetzikon
- S 19 (Koblenz – Baden –) Dietikon – Zürich HB – Wallisellen – Effretikon (– Pfäffikon ZH)

Im Nachtnetz am Wochenende:
- SN8 Pfäffikon ZH – Wallisellen – Zürich HB – Thalwil – Lachen

Ab Illnau, Bahnhof verkehren zwei Buslinien der VBG:
- 640 Illnau – Agasul – Weisslingen, Dorf – Neschwil – Theilingen – Weisslingen, Oberhof
- 652 Illnau, Bahnhof – Illnau, Kirche – Effretikon, Wattspitz – Effretikon, Bahnhof
- N62 Illnau – Theilingen – Weisslingen – Agasul

Die Gemeinde ist durch die Autobahn A1 mit dem Anschluss Effretikon erschlossen.

## Vereine
Mit über 100 Vereinen und Parteien ist Illnau-Effretikon eine vereinsaktive Gemeinde. Zur Koordination der Vereinsaktivitäten dient die Präsidentenkonferenz, die zweimal jährlich durch den Verkehrs- und Verschönerungsverein Illnau-Effretikon organisiert wird.

## Kultur
Theater-Vereine
- Theater Illnau
Der Verein Theater Illnau wurde 1984 gegründet. Zum 40-Jahr-Jubiläum führte der Verein im Jahr 2024 die Komödie Operation Vogelschüüchi auf.[25]
- Freilichtspiele Illnau
Der Verein Freilichtspiele Illnau wurde im Jahr 2000 gegründet und führt ca. alle vier Jahre ein Openair-Stück in der alten Kiesgrube Punt in Ober-Illnau auf.
Produktionen (Auswahl): 2015: Westwärts, 2019: Fernweh, 2024: Julius Maggi[26]
- Stadttheater Bisikon
Der Theaterverein Bisikon-Bietenholz wurde in den 1980er-Jahren gegründet.
Produktionen (Auswahl): 2019: Wie wär’s mit Tee?, 2023: Rente gut, alles gut![27]

## Sport
Sportzentrum Effretikon
Das Sportzentrum Effretikon im Südosten von Effretikon umfasst ein Freibad (50-Meter-Schwimmbecken, 5-Meter-Sprungturm, 60-Meter-Rutschbahn, Beachvolleyball-Anlage), zwei Eislauffelder, vier Fussballplätze (davon ein Kunstrasenplatz) und Tennisplätze sowie eine Minigolf- und eine Boccia-Anlage.

## Schulen und Hochschulen

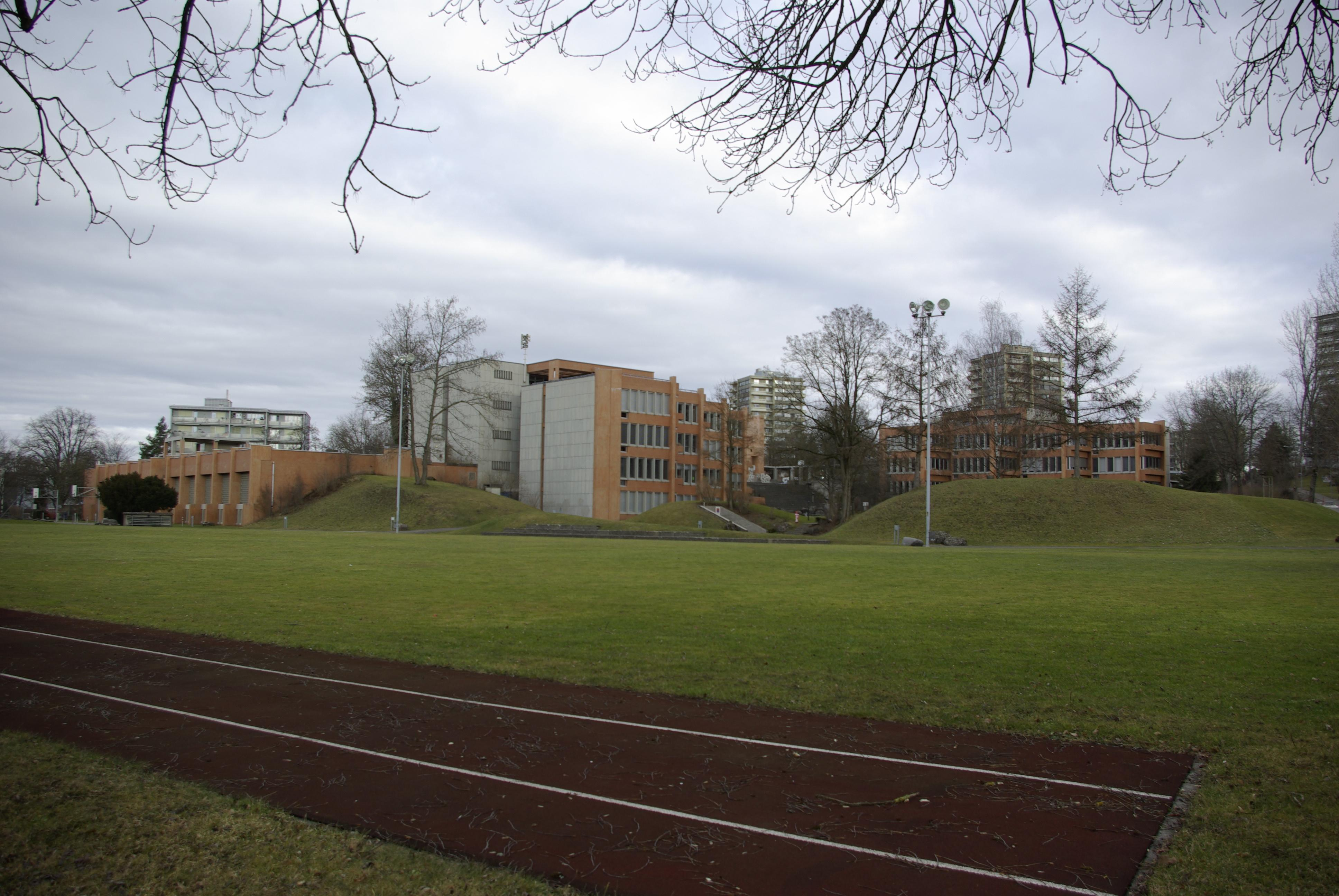
Schulhaus Watt in Effretikon

- Primar- und Sekundarschule verteilen sich auf die Schulhäuser Schlimperg, Watt und Eselriet in Effretikon sowie das Schulhaus Hagen in Illnau.
- Berufsvorbereitungsjahr Effretikon
- Elektro-Bildungs-Zentrum (EBZ)
- Baumeister-Kurszentrum
- Swissmechanic-Kurszentrum
- Metall-Union Kanton Zürich
- VSCI, Ausbildungszentrum für Carrosserieberufe

## Sehenswürdigkeiten
- Schloss Kyburg
- Burgruine Moosburg

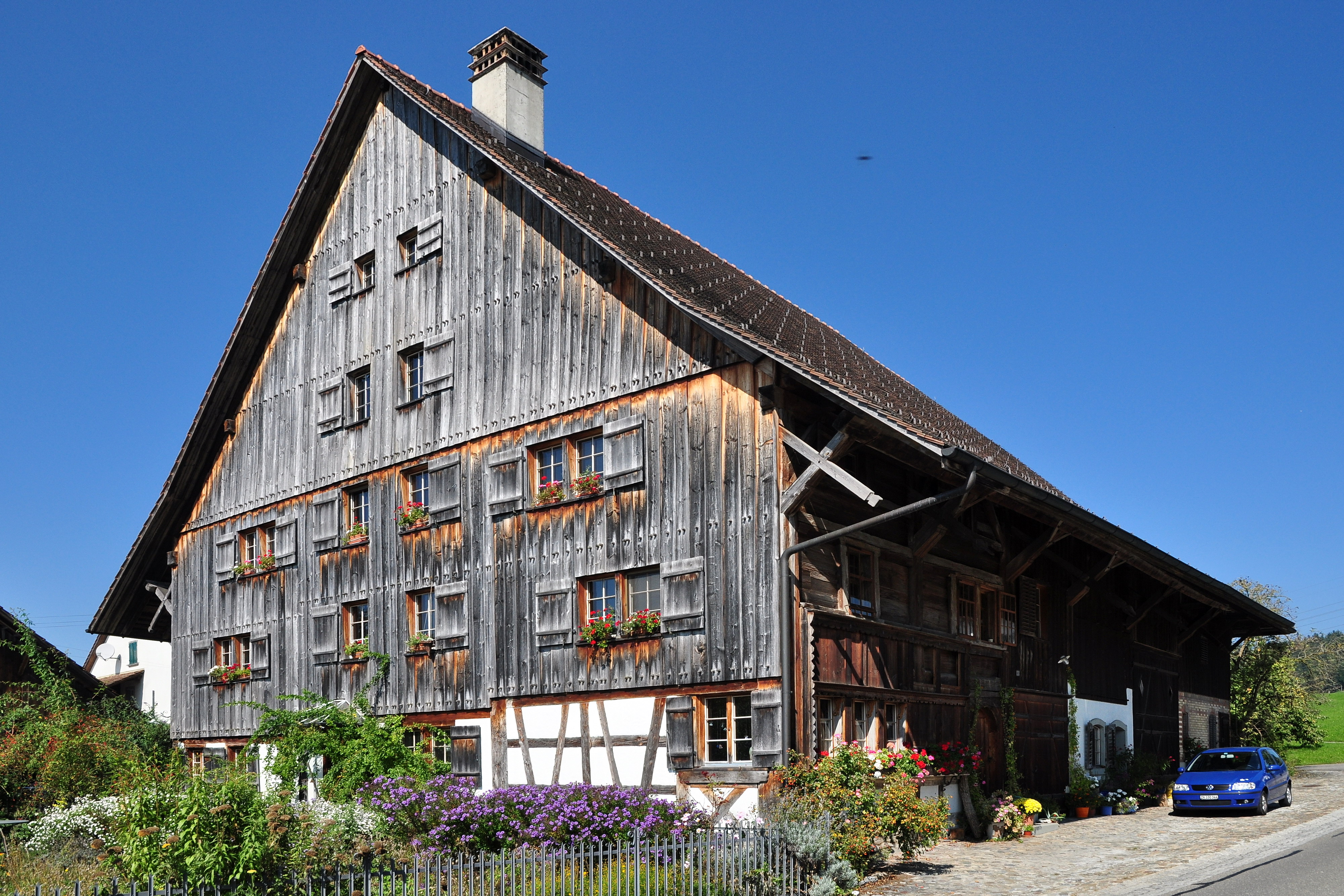
Hablützelhaus in Horben

- Planetenweg von Effretikon (Anwandelstrasse) nach Schloss Kyburg[29]
- Alt-Effretikon
- Frühmittelalterliches Gräberfeld Studenbrunnen = Grabhügelnekropole[30]
- Gedenkstein zum Absturz eines US-amerikanischen Bombers vom Typ B-24 Liberator am 20. Juli 1944 am Brästberg (Prestberg) oberhalb Horben[31]
- Hablützelhaus, Horben (Bohlenständerbau aus dem Jahr 1676)[32]
- Ortsmuseum im Hotzehuus, Usterstrasse 2, Illnau[33]
- Kapelle Rikon aus dem 12. Jahrhundert
- Kemleten: Burghügel,[34] Speicher aus dem 17. Jahrhundert
- Kirche Illnau aus dem 12. Jahrhundert, daneben ein Sodbrunnen aus dem 16. Jahrhundert[35]
- Reformierte Kirche Effretikon: von Architekt Ernst Gisel 1959–1961 als brutalistischer Kirchenbau erstellt
- Katholische Kirche St. Martin: 1982–1983 von den Architekten Fuchs und Moos erstellt
- Naturschutzgebiete Wildert und Oermis[36]

## Gemeindepartnerschaften
Illnau-Effretikon pflegt Partnerschaften zu vier Gemeinden:
- Mont-sur-Rolle im Kanton Waadt
- Calanca im Kanton Graubünden
- Orlová in Tschechien
- Grossbottwar in Baden-Württemberg

## Persönlichkeiten
- Johann Jakob Müller (1812–1872), in Kyburg geborener Politiker (Liberalismus), Nationalrat und Regierungsrat des Kantons Zürich
- Ludwig Zehnder (1854–1949), Physiker
- Carl Zehnder (1859–1938), Architekt, Architekturtheoretiker
- Gustav Morf (1900–1978), Arzt, Journalist und Politiker (LdU)
- Walter Roderer (1920–2012), Volksschauspieler
- Max Binder (* 1947), Nationalrat (SVP)
- Martin Graf (* 1954), Politiker, Regierungsrat des Kantons Zürich und Stadtpräsident (Grüne)
- Rudi Margreiter (1954–2005), Volksmusiker
- Rosmarie Quadranti (* 1957), Nationalrätin, Stadträtin (Die Mitte, vormals BDP)
- Marcel Jenni (* 1974), Eishockeyspieler
- Christian Glanzmann (* 1975), Musiker
- Nicolas Baechler (* 2003), Eishockeyspieler